# Святое место (фильм, 1990)
«Святое место» (серб. Sveto mesto) — югославский фильм 1990 года режиссёра Джордже Кадиевича.

## Сюжет
Сюжет основан на повести Н. В. Гоголя «Вий», однако режиссёр использует повесть только в качестве отправной точки для своего собственного повествования, в котором есть место и психологическому триллеру, и мистике, и тёмной стороне эротики.
После таинственной смерти девушки Катарины поповичу Тому предлагается три ночи читать молитвы у её гроба в деревенской церкви. Страшные рассказы о ней, что она при жизни вступила в отношения с нечистыми силами, о её греховных отношениях с отцом, охваченным похотью к прекрасной дочери, загнанной в могилу престарелой женой, а также о ее жутких оргиях не могут погасить любовь юного поповича. В то же время он боится её, ведь однажды он уже провёл ночь с ней, ещё при её жизни, и тогда уже почувствовал её демоническую силу. Измученная греховными отношениями с отцом, Катарина полна ненависти. Она ведьма из худших кошмаров, которая мучила своих спутников при жизни, но продолжает делать это после своей смерти. Ее жертвой станет и невинный, влюблённый попович.

## В ролях
- Драган Йованович — Том, попович
- Бранка Пуйич — Катарина Жупански
- Александр Берчек — господин Жупански
- Мира Баняц — госпожа Жупански
- Данило Лазович — Дорос
- Радош Байич — Спира
- Майя Саблич — Ленка
- Предраг Милетич — Никита
- Драган Петрович — богослов
- Драган Зарич — художник
- Душан Яничиевич — управляющий Богословской школы
- Бата Паскалевич — рабочий в доме

## О фильме
Фильм был снят в конце 1990 года, накануне гражданской войны в бывшей Югославии, что и предопределило ее участь: он не дошёл до кинозалов и был показан немного позже по белградскому телеканалу, однако, фильм не канул в лету - своей последующей популярностью обязан сербским поклонникам научной фантастики и ужасов.

## Критика
Кадиевич в своей экранизации «Вия» балансирует между глубинным прочтением Гоголя и преобразованием его произведения в нарратив ужасов, а первого истолкования порою снижаются и искажаются вследствие приспособления к определенной установленной форме, которая далеко не всегда может предложить какие-либо новации.— Попович Т. М., д.ф.н., профессор филологического факультета Белградского университета, 2010 год

Тут снова не нашлось места для заглавного монстра, зато оказались подняты темы кровосмесительства и всего остального, попадающего под категорию «детям до 16».— Станислав Ростоцкий об экранизациях «Вия», журнал «Коммерсантъ», 2018 год